# Playdia

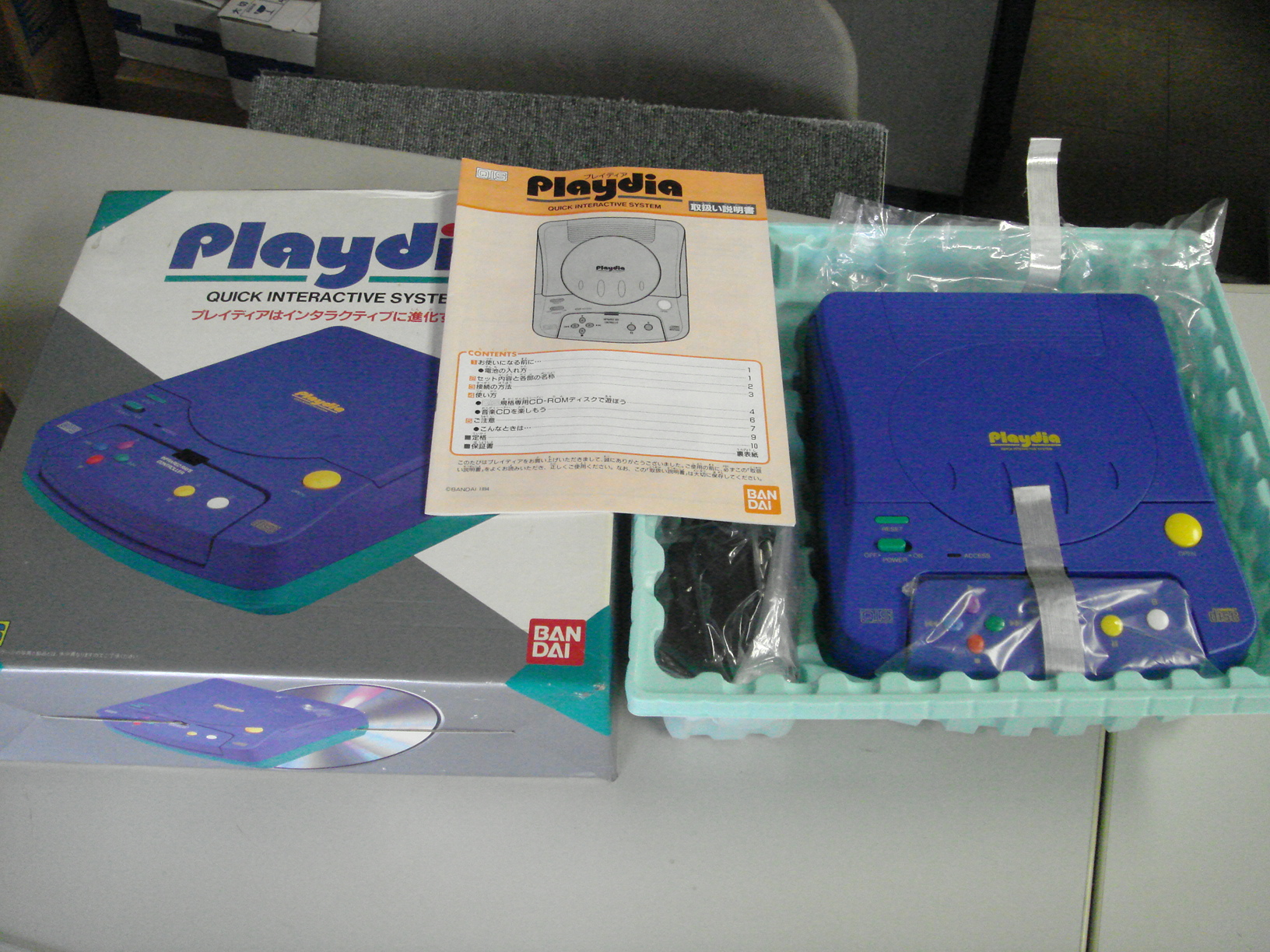
Playdia nella conefzione

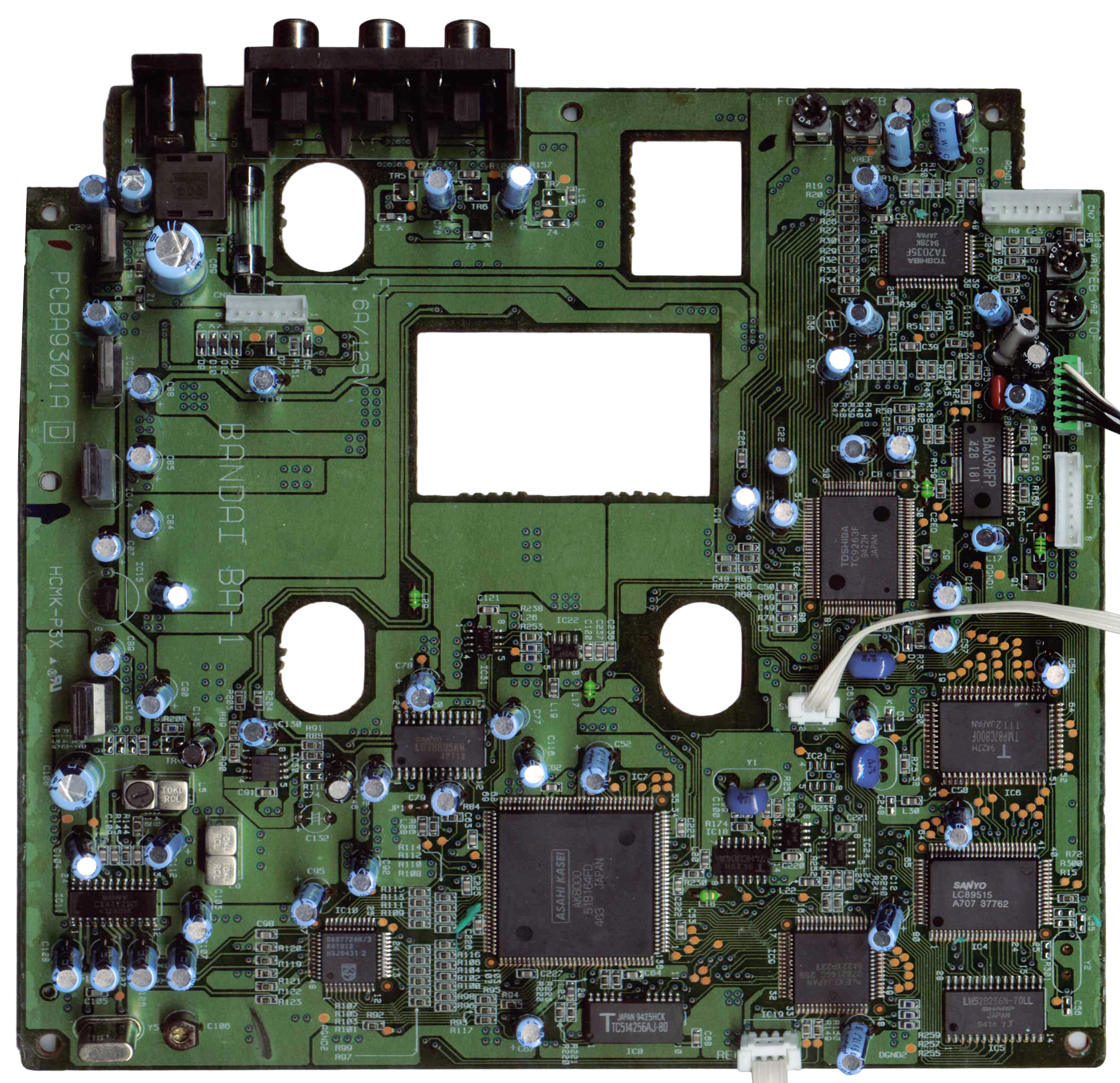
Scheda elettronica di una Playdia

Playdia è una console da tavolo presentata nel 1994 da Bandai.
È dotata di lettore CD-ROM e di joypad senza filo, ma l'hardware non era all'avanguardia ed è basata su un processore a 8 bit, già antiquato all'epoca. Era orientata soprattutto all'uso come gioco educativo. La console venne distribuita unicamente in Giappone e non ebbe molto successo di vendite.

## Storia
La macchina è stata sviluppata per un pubblico giovane e quindi il sistema di controllo era volutamente semplice. Questa è l'unica console "tradizionale" prodotta da Bandai (escludendo la linea WonderSwan, composta da console portatili). Bandai ha prodotto anche l'Atmark interactive multimedia player, conosciuto anche come Orange Pippin. Il prezzo della console era compreso tra i 250 e i 300 Dollari statunitensi.
Molti giochi basati su anime sono stati prodotti per questa macchina. Alcuni titoli di successo sono: Dragon Ball Z Shin Seiyajin Zetsumetsu Keikaku Chikyu Hen, Dragon Ball Z Shin Seiyajin Zetsumetsu Keikaku Uchyu Hen, Sailor Moon S Quiz Taiketsu!, e SD Gundam Daizukan.
Data la sua diffusione limitata, la console è diventata un pezzo piuttosto ricercato nel mondo del collezionismo.

## Lista completa dei titoli per Playdia

### 1994 (11 titoli)
- 23/09 - Dragon Ball Z - Shin Saiyajin Zetsumetsu Keikaku Chikyuu Hen - [BAPD-01]
- 23/09 - Bishoujo Senshi Sailor Moon S - Quiz Taiketsu! Sailor Power Syuuketsu!! - [BAPD-02]
- 23/09 - SD Gundam Daizukan - [BAPD-03]
- 28/09 - Ultraman Powered - Kaijuu Gekimetsu Sakusen - [BAPD-04]
- 28/09 - Hello Kitty - Yume no Kuni Daibouken - [BAPD-05]
- 25/11 - Aqua Adventure - Blue Lilty - [BAPD-06]
- 25/11 - Newton museum - Kyouryuu Nendaiki Zen Pen - [BAPD-07]
- 25/11 - Newton museum - Kyouryuu Nendaiki Kou Hen - [BAPD-08]
- 08/12 - Shuppatsu! Doubutsu Tankentai - [BAPD-09]
- 16/12 - Ultraseven - Chikyuu Bouei Sakusen - [BAPD-10]
- 16/12 - Dragon Ball Z - Shin Saiyajin Zetsumetsu Keikaku Uchuu Hen - [BAPD-11]

### 1995 (16 titoli)
- 24/01 - Norimono Banzai!! - Kuruma Daishuugou!! - [BAPD-12]
- 24/01 - Norimono Banzai!! - Densha Daishuugou!! - [BAPD-13]
- 22/03 - Ie Naki Ko - Suzu no Sentaku - [VPRJ-09722]
- 22/03 - Gamera - The Time Adventure - [BAPD-15]
- 22/06 - Elements Voice Series vol.1 MIKA KANAI - Wind&Breeze - [BAPD-18]
- 22/06 - Elements Voice Series vol.2 RICA FUKAMI - Private Step - [BAPD-19]
- 22/06 - Elements Voice Series vol.3 AYA HISAKAWA - Forest Sways - [BAPD-20]
- 28/07 - Bishoujo Senshi Sailor Moon SS - Sailor Moon to Hiragana Lesson! - [BAPD-21]
- 28/07 - Ultraman - Hiragana Dai Sakusen - [BAPD-22]
- 28/07 - Ultraman - Alphabet TV e Youkoso - [BAPD-23]
- 24/08 - Bishoujo Senshi Sailor Moon SS - Sailor Moon to Hajimete no Eigo - [BAPD-24]
- 24/08 - Bishoujo Senshi Sailor Moon SS - Youkoso! Sailor Youchien - [BAPD-25]
- 24/08 - Ultraman - Oideyo! Ultra Youchien - [BAPD-26]
- 20/10 - Chougoukin Selections - [BKPD-01]
- 16/11 - Elements Voice Series vol.4 YURI SHIRATORI - Rainbow Harmony - [BKPD-02]
- 15/12 - Soreike! Anpanman - Picnic de Obenkyou - [BAPD-27]

### 1996 (6 titoli)
- 22/03 - Ultraman - Suuji de Asobou Ultra Land - [BAPD-28]
- 22/03 - Ultraman - Ultraman Chinou UP Dai Sakusen - [BAPD-29]
- 27/03 - Elements Voice Series vol.5 MARIKO KOUDA - Welcome to the Marikotown! - [BKPD-03]
- 24/04 - Nintama Rantarou - Gun Gun Nobiru Chinou Hen - [BKPD-04]
- 15/05 - Nintama Rantarou - Hajimete Oboeru Chishiki Hen - [BKPD-05]
- 26/06 - Gekisou Sentai Carranger - Tatakae! Hiragana Racer - [BKPD-06]

### Non commercializzati (6 titoli)
- Yumi to Tokoton Playdia - [BS-003]
- Go! Go! Ackman Planet - [BS-005]
- Jamp Gentei Special - 4 Dai Hero Battle Taizen - [BS-006]
- Bandai Item Collection 70' - [BS-007]
- Playdia IQ Kids - [BS-009]
- Kero Kero Keroppi - Uki Uki Party Land - [BS-010]